# Paralyricen vespillo
Paralyricen vespillo är en insektsart som beskrevs av Ronald Gordon Fennah 1950. Paralyricen vespillo ingår i släktet Paralyricen och familjen Derbidae. Inga underarter finns listade i Catalogue of Life.